# Рудольф Мюльбауер
Рудольф «Руді» Мюльбауер (нім. Rudolf „Rudi“ Mühlbauer; 27 березня 1919, Кенігсбрюк — 26 березня 2000, Лауссніц) — німецький підводник, обербоцман крігсмаріне. Єдиний кавалер Лицарського хреста Залізного хреста серед унтерофіцерів без портупеї крігсмаріне.

## Біографія
Після закінчення школи до 1933 року навчався на каменяра. З 1 жовтня 1938 по 31 березня 1939 року служив в Імперській службі праці. 1 квітня 1939 року вступив в крігсмаріне, до 30 вересня пройшов піхотне і морське навчання. 1 вересня 1939 року направлений на курси кока в училище підводників в Нойштадті. Після закінчення навчання зарахований в підводний флот і відряджений в Плен. В лютому 1940 року направлений у фірму Deutsche Schiff- und Maschinenbau для вивчення конструкції підводних човнів, а 30 травня був призначений на підводний човен U-123. Брав участь у 8 походах. У вересня 1942 року розпочав підготовку командира морської і зенітної гармати в зенітному училищі Свінемюнде, після завершення якої був направлений на вивчення будови U-170. З 19 січня 1943 року і до кінця війни взяв участь у чотирьох походах. 9 травня 1945 року взятий в полон британськими військами у Фленсбурзі. В липні 1945 року звільнений.
Всього за час бойових дій взяв участь у 12 походах (разом 822 дні в морі), під час яких були потоплені кораблі загальною водотоннажністю понад 200 000 тонн.

## Звання
- Майстер ІСП (1939)
- Матрос-єфрейтор (1939)
- Матрос-оберєфрейтор (1941/42)
- Боцмансмат (1 серпня 1942)
- Обербоцмансмат (1 серпня 1944)
- Обербоцман (1944/45)

## Нагороди
- Німецька імперська відзнака за фізичну підготовку в сріблі
- Залізний хрест
  - 2-го класу (11 грудня 1940)
  - 1-го класу (7 травня 1942) — вручений особисто Еріхом Редером в червні 1942 року в Лор'яні.
- Нагрудний знак підводника (11 грудня 1940)
- Німецький хрест в золоті (31 січня 1944)
- Почесна застібка на орденську стрічку для Крігсмаріне (31 січня 1944)
- Фронтова планка підводника
  - в бронзі (5 грудня 1944)
  - в сріблі (грудень 1944)
- Лицарський хрест Залізного хреста (10 грудня 1944) — за заслуги як спостерігача на містку: Мюльбауер двічі врятував U-170 від потоплення ворожою авіацією. Вручений особисто Гансом-Георгом фон Фрідебургом в Кілі.